# Eno (Finland)
Eno is een voormalige gemeente in het Finse landschap Pohjois-Karjala. De gemeente had een oppervlakte van 939 km² en telde 6943 inwoners in 2003.
In 2009 werd Eno bij Joensuu gevoegd.